# Meroles knoxii
Espèce
Synonymes
- Lacerta knoxii Milne-Edwards, 1829

Meroles knoxii est une espèce de sauriens de la famille des Lacertidae.

## Répartition
Cette espèce se rencontre dans le sud-ouest de la Namibie et au Cap-du-Nord et au Cap-Occidental en Afrique du Sud.

## Étymologie
Cette espèce est nommée en l'honneur de Robert Knox (1791-1862).

## Publication originale
- Milne-Edwards, 1829 : Recherches zoologiques pour servir à l'histoire des lézards, extraites d'une monographie de ce genre. Annales des Sciences Naturelles, Paris, vol. 16, p. 50-89 (texte intégral).